# Estressin
Estressin est un quartier de la ville française de Vienne situé au nord-ouest de la ville, sur la rive gauche du Rhône, limitrophe du Centre-ville au Sud, de la commune rhodanienne de Saint-Romain-en-Gal à l'Ouest, de Seyssuel et de Chuzelles au Nord et de Serpaize et du quartier du mont Salomon à l'Est. 
Il s'est développé sur la « plaine d'Estressin » et étendu sur la colline de Charavel, sur la « vallée de Leveau » ainsi que sur les collines à l'est de Leveau jusqu'à la limite avec Serpaize. Au XXIe siècle, ce quartier est le quartier le plus grand de Vienne en superficie.
Dans Estressin, on distingue quatre espaces géographiques : une plaine, une vallée et deux collines, c'est ainsi que le quartier est divisé en cinq quartiers : le Grand Estressin, Bon Accueil, Les Portes de Lyon, Charavel et Leveau avec trois hameaux : Saint-Maxime, Massier et Champ-de-Bras.
Estressin est le quartier à l'origine de la ville de Vienne. Les premières traces d'occupation humaine de la ville, datant du Néolithique (3000-2000 av. J.-C.), ont été découvertes sur le Coteau Saint-Hélène, une petite colline au centre du quartier du Grand Estressin. 
Pendant la période gallo-romaine, le quartier se transforme en faubourg (en dehors de l'enceinte) et autour de la voie romaine reliant Vienne à Lyon. 
Au Moyen Âge, l'habitat s'organise le long de l’ancienne via Agrippa. Des ports sont actifs sur le Rhône et les chanoines de Saint-Maurice possèdent des moulins sur la Sévenne dès 1203. 
À partir du XIXe siècle, les activités industrielles, dont les Établissements réunis Pascal-Valluit (1917-1967) et les nombreuses immigrations, ont marqué fortement l'histoire du quartier. En 1970, la municipalité inaugure 790 logements sociaux du nouveau quartier du Grand Estressin.

## Géographie

### Situation

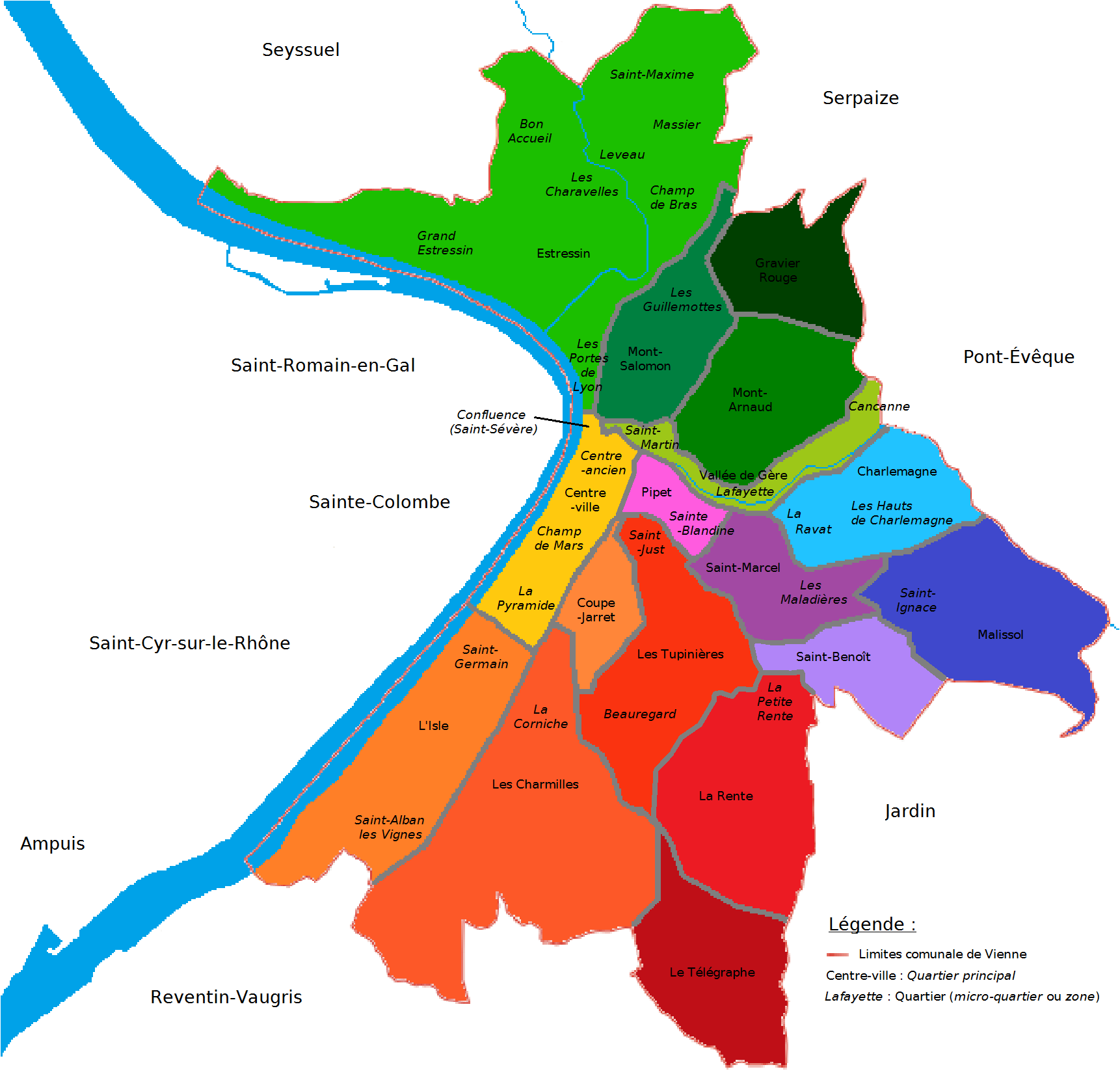
Plan non officiel de la ville de Vienne découpée en quartiers principaux et en quartiers plus petits, avec Estressin en vert pomme.

Le quartier d'Estressin est bordé au sud par celui du centre-ville, à l'ouest par la commune rhodanienne de Saint-Romain-en-Gal, au nord par Seyssuel et Chuzelles et à l'est par Serpaize et le quartier du Mont-Salomon. 
Le quartier fait également partie du canton de Vienne-1 avec ceux du Mont Salomon, du Gravier Rouge, du Mont Arnaud, de Carlemagne, de la vallée de Gère, de Malissol ainsi que la partie septentrionale des quartiers du Centre-ville, de Pipet et de Saint-Benoît.

### Site
Les coteaux qui bordent le Rhône forment deux étranglements entre lesquels s'étend la plaine d'Estressin et la vallée de Leveau.

### Hydrographie

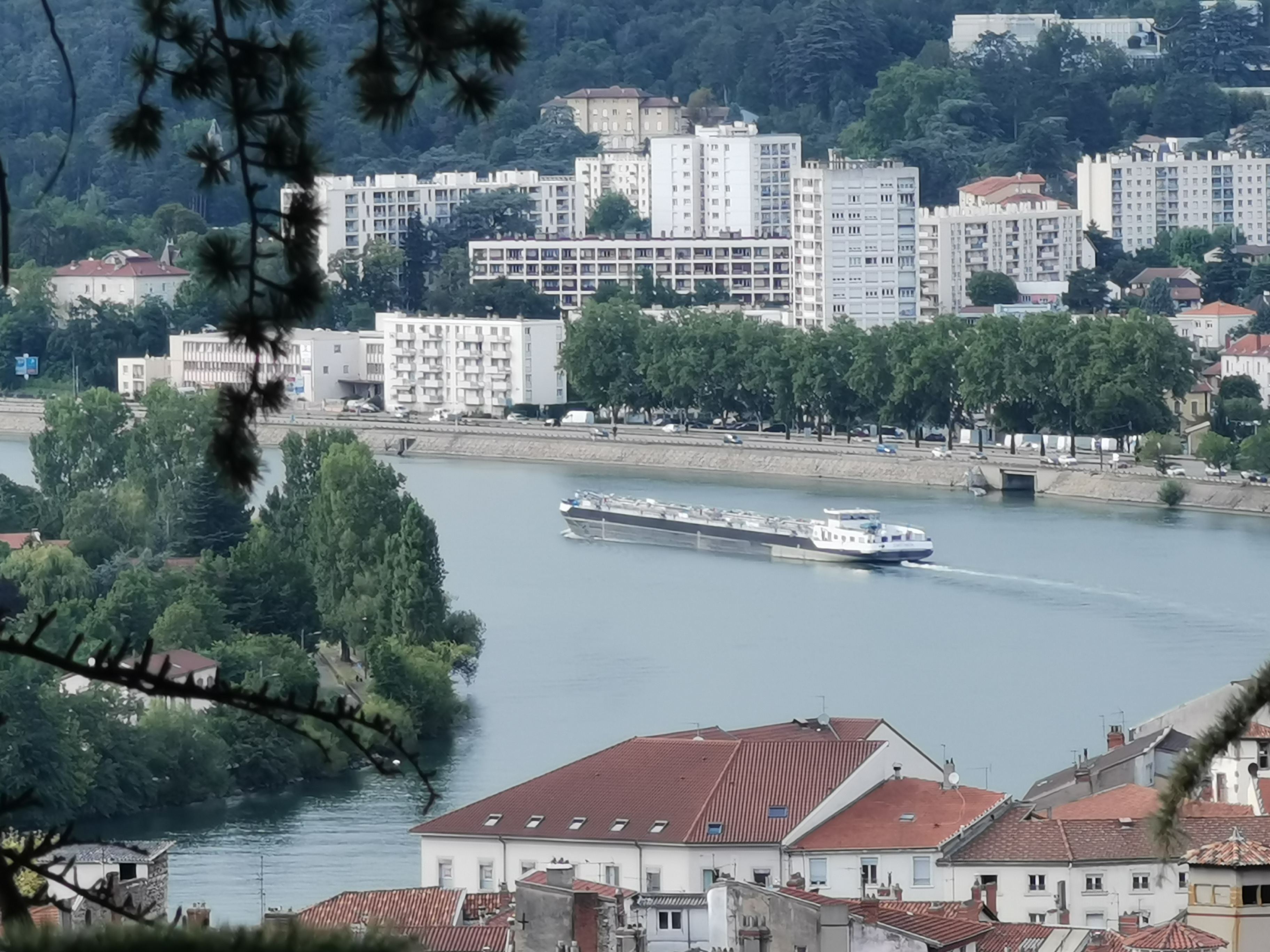
Le Rhône à Estressin
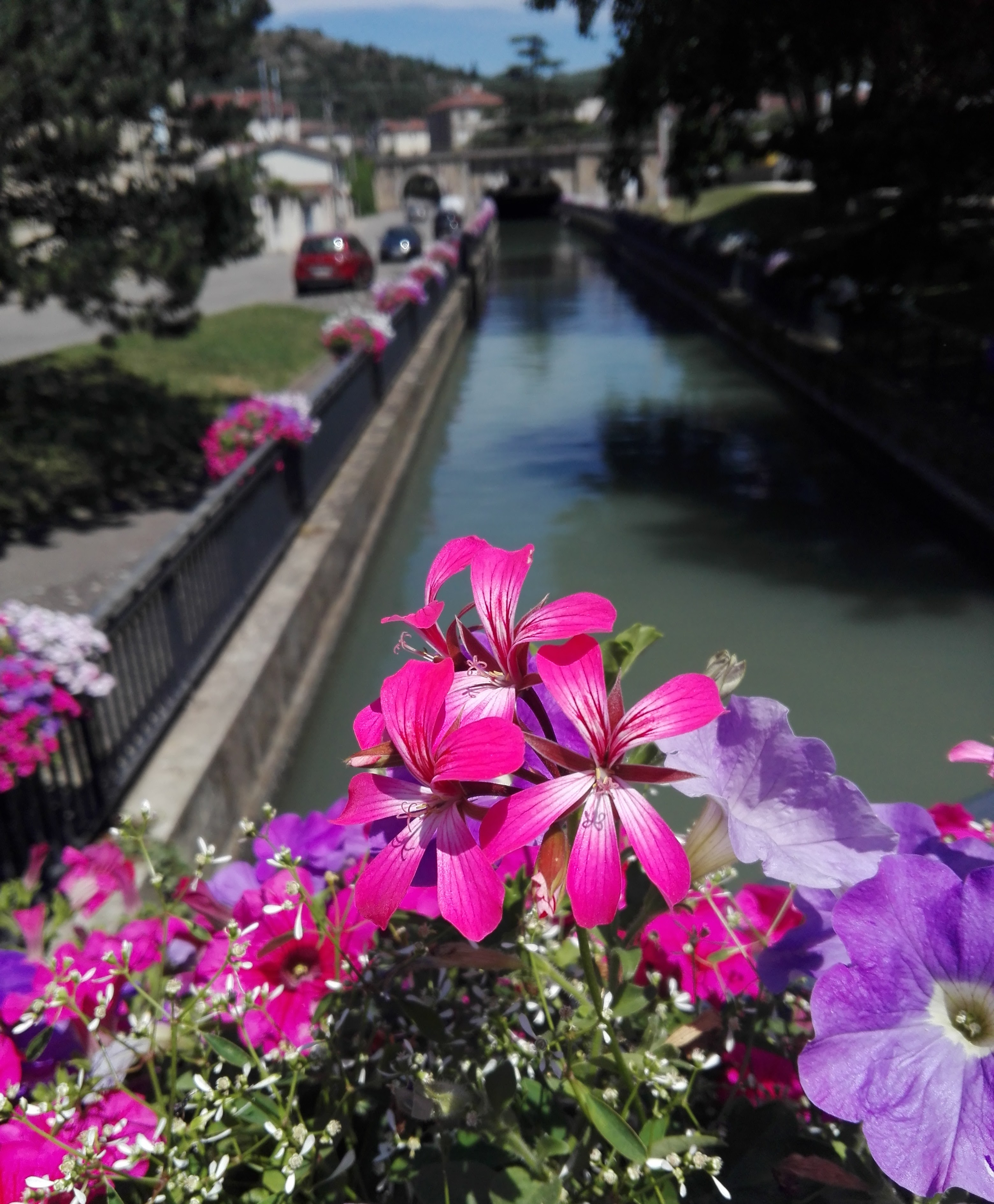
La Sévenne à Estressin

### Estressin, cinq quartiers et trois hameaux

#### Les Portes de Lyon
Les Portes de Lyon, ou La Porte de Lyon (anciennement faubourg d'Arpot ou d'Arpoud et faubourg de Lyon) est le berceau d'Estressin. De forme triangulaire car encerclé entre la Sévenne au nord, le Mont Salomon à l'est, le Centre-ville au sud et le Rhône à l'ouest, c'est donc le quartier le plus petit d'Estressin. C'est dans ce quartier que sont situés la commanderie des Antonins et l'ancienne usine du Kemp.
Au Moyen Âge le faubourg d'Arpot (quartier des Portes de Lyon actuel) tirait son nom de la rivière qui le traversait, l'Arpotitus, dénommée par la suite rivière de Leveau et aujourd'hui[Quand ?] la Sévenne. Arpot, écrit aussi Arpod, avec la prononciation populaire « arpou », désignait tout ce qui était situé sur la rive droite de la Gère en remontant le Rhône, c'est-à-dire les paroisses de Saint-Sévère dans la ville et le faubourg, et celle de Saint-Symphorien hors la ville. Au XVIIe siècle, Arpot désignait seulement le territoire compris entre la Sévenne et la muraille qui descendait la Bâtie au Rhône d'une part, le Mont Salomon et le Rhône d'autre part. Au XIXe siècle le faubourg est renommé en faubourg de Lyon puis à la fin de même siècle est finalement renommé Les Portes de Lyon (ou La Porte de Lyon).

#### Grand Estressin
Le Grand Estressin est le quartier le plus grand et le plus peuplé d'Estressin. On y trouve également le plus de logements sociaux ainsi qu'un site de transformation de produits laitiers avec un centre de développement Yoplait et une zone industrielle à proximité du Centre commercial.

#### Bon Accueil
Bon Accueil est un quartier traversé par la N7 en pente. On y trouve le seul collège d'Estressin : L'Institution Bon Accueil et le lycée Agrotec.

#### Les Charavelles
Les Charavelles est le seul quartier à être totalement situé sur une colline à Estressin. C'est ici qu'en 1969 des travaux d'urbanisme entraînèrent la découverte d'une nécropole romaine (IIe-IIIe siècle apr. J.-C., située à proximité de la voie reliant Vienne à Lyon. Le site relève une vingtaine de tombes.

#### Leveau
Leveau est un quartier en partie situé dans la vallée de la Sévenne est aussi sur une colline. On y trouve une zone industrielle et au milieu se trouve un étang.

## Toponymie
C'est à l'influence de l'occitan  sur le dialecte viennois qu'il faut sans doute attribuer la métamorphose qu'a subi au XIXe siècle le nom du quartier d'Estressin. Le nom de Tressin ou Tréssin, que donnent tous les auteurs à ce territoire dans la banlieue viennoise, dérive de celui de Trecihanus qu'il porte dans une charte de donation à l'église Saint-Maurice au début du Xe siècle. Les biens qui font l'objet de cette libéralité sont, dit la charte, situés dans le comté de Vienne, dans le lieu (ou le mas) appelé Trécin, « in villa quae vocatur Trecihanus »,

« Ils ont pour limites et confins d'un côté la terre comtale de Saint-Maurice, de l'autre la terre du seigneur empereur Louis, du troisième de l'eau courante qui s'appelle Rhône, du quatrième et dernier la voie publique. »

« Le nom de Trecihanus n'est sans doute qu'un nom celtique revêtu d'une terminaison latine, mais s'il a pu former régulièrement le nom de Trécin ou Tressin dont la prononciation se confond, il est évident qu'Estressin n'est qu'une corruption de Tressin et le résultat d'une articulation gutturale particulière à l'idiome provencal. »

## Histoire

### Préhistoire
Il est probable que les populations du Néolithique ont très vite occupées les terrasses du Centre-ville de Vienne , même si peu de traces l'attestent. Le lessivage naturel des sols et les occupations postérieures (notamment la période romaine) ont sans doute détruit les témoignages archéologiques de ces premières occupations. 
Seuls quelques vestiges datés du Néolithique sont attestés dans la plaine d'Estressin, sur la colline de Charavel et sur le coteau Sainte-Hélène, ce qui montre qu'Estressin est l'un des quartiers les plus anciens de Vienne. C'est au début du XIXe siècle, en 1920, lors de la construction de bâtiments qu'Albert Vassy, alors conservateur des musées de Vienne, découvre d'autres traces d'habitat datées de la période néolithique (vers -4000) sur une butte dominant le fleuve. 
Le matériel archéologique prélevé à cette occasion comprend des grattoirs, de petites lames, des pointes de flèche, des haches ainsi que des fragments attestant l'existence d'un atelier de taille de silex. Dans un renforcement bien protégé du fleuve et de ses divagations par le coteau rocheux de Sainte-Hélène, de récents sondages archéologiques ont révélé sous d'épais colluvionnements la présence d'une occupation de l'âge du bronze. Cet indice laisse supposer que les maillons manquants de l'occupation de Vienne pour ces périodes sont à rechercher dans ce vallon à la situation privilégiée.

### Antiquité
Pendant la période gallo-romaine, l'aménagement du compendium viennois sur la voie romaine de la Via Agrippa, reliant Arelate à Lugdunum (via Vienna), marque durablement le quartier. À l'époque, les limites de la ville sont matérialisées par les remparts (aux Portes de Lyon) et la nécropole de Charavel. 
En 1969, des travaux d'urbanisme, entraînent la découverte de cette nécropole datant du IIe et du IIIe siècle. Fouillé par Gabriel Chapotat, le site relève une vingtaine de tombes. Les corps étaient soit incinérés et conservés dans des urnes en céramique ou des amphores, soit inhumés dans des cercueils. L'un d'entre eux, présenté au Musée des Beaux-Arts et d'Archéologie, était en plomb.

### Moyen Âge
Le nom de Trechanus apparaît au Xe siècle dans une charte de donation d'un territoire au nord de Vienne l'Église Saint-Maurice. Tout au long de la période médiévale, l'habitat s'organise en faubourg le long de la voie, où sont attestés une léproserie (la Réclusière) et l'hôpital Saint-Barthélémy, fondé en 1246 et donné par l'archevêque de Vienne en 1275 à l'abbaye Saint-Antoine-en-Viennois (Saint-Antoine-l'Abbaye). Les antonins, chanoines réguliers chargés de l'accueil des malades du mal du feu de Saint-Antoine ou mal des Ardents (intoxication liée au seigle), s'implantent alors à Vienne.
Des ports sur le Rhône permettent la pêche et débarquement des voyageurs, comme celui du Port-au-Prince, où descendent les hôtes de marque. Les chanoines de Saint-Maurice possèdent sur la Sévenne dès 1203.

### Temps modernes

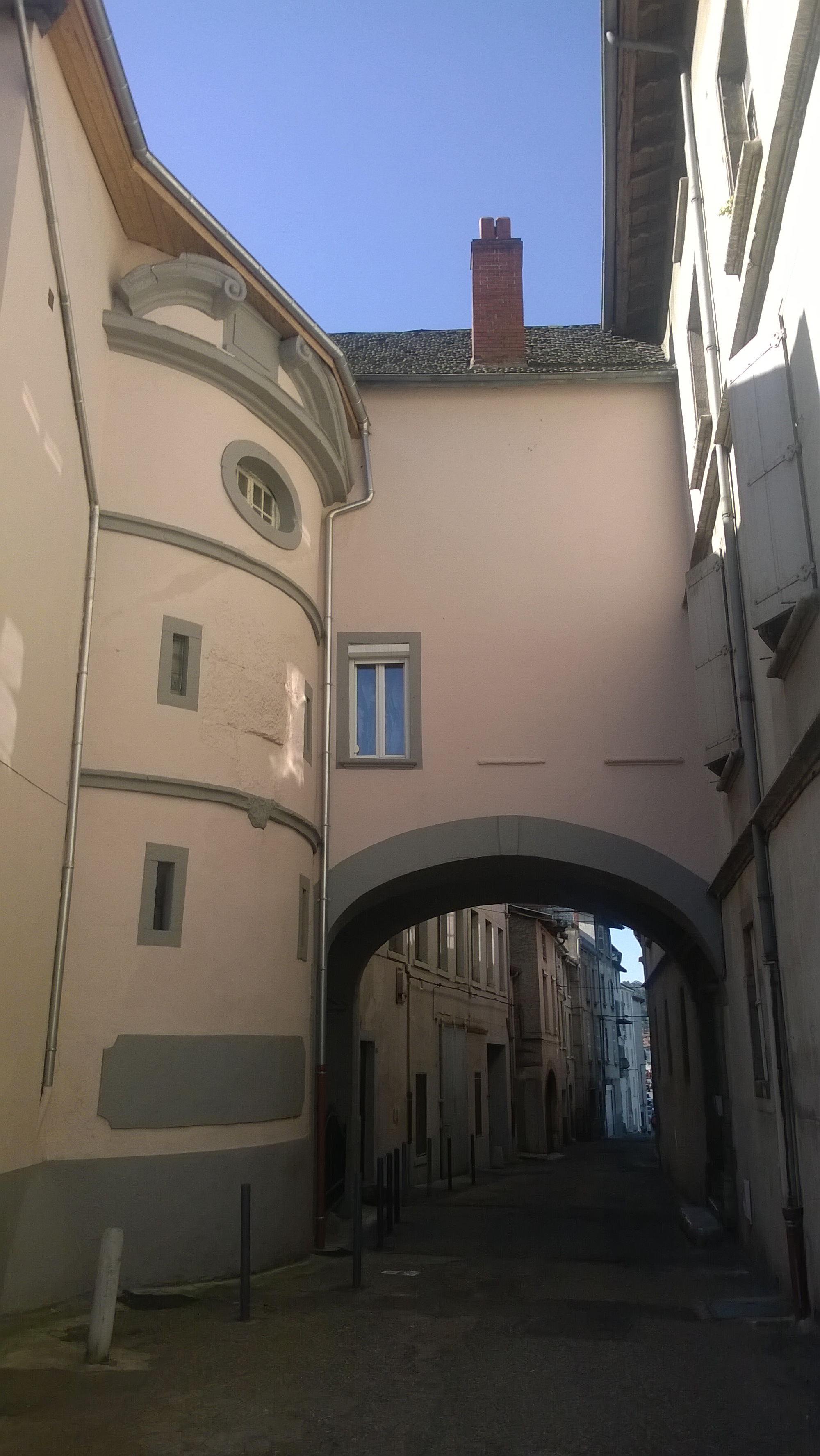
Passage voûté de la Commanderie des Antonins.

La commanderie des Antonins, reconstruite en 1684, comprend un grand corps de bâtiment parallèle au Rhône, relié par un passage voûté à la chapelle dont ne subsiste que la façade. C'est le seul témoin, avec l'ancien collège des jésuites, de l'architecture religieuse de la réforme catholique à Vienne.
Au XVIIIe siècle, une nouvelle route de Lyon est tracée (Rue Francisque-Bonnier et Quai Pajot). Auparavant, la voie de Lyon à Marseille passait par la Rue de la Tuilerie et par la Rue Druge. Une voie dallée antique est fouillé en 2004 Rue Druge. La base d'une porte avancée romaine et reconnue en 2005 ; les fragments sculptés de soldats romains conservés au musée archéologique Saint-Pierre pourraient en faire partie. 
Ce décor est comparable à celui de l'Arc d'Orange. Deux tours du rempart antique réutilisées au Moyen Âge sont nommées Pilate et Monconseil ; au-delà, deux autres tours, la Porte de la Tuilerie (au sud de la Rue Druge) et la Porte d'Arpôt, protègent le faubourg des Portes de Lyon (qui encore aujourd'hui[Quand ?], s'étire entre le Mont Salomon et le Rhône).

### Époque contemporaine
À partir du XIXe siècle, les activités industrielles marquent profondément l'histoire du quartier. Les Établissements Réunis Pascal-Valluit (entre 1917 et 1967) sont l'entreprise la plus importante. Alors que l'industrialisation du quartier s'affirme, la voie de chemin de fer, mise en service en 1854, le coupe en deux. Un viaduc de 25 arches et un pont métallique sont construits. Une gare, implantée sur la ligne Paris-Lyon-Méditerranée (le PLM), est ouverte en 1875 à Estressin. 
En 1861, l'entrepreneur Jean Vaganay construit un four à chaux en bordure du Rhône. Son exploitation est maintenue jusqu'à la Première Guerre mondiale. La transformation du calcaire et du marbre en chaux est attestée à Vienne par des découvertes archéologiques depuis l'Antiquité. La chaux entrait dans la composition des mortiers et des enduits de construction. 
La richesse produite par le développement industriel au XXe siècle a engendré la construction de villas dont les parcs possèdent souvent des serres et des gloriettes au bord de la voie. Certaines de ces maisons ont un nom : La Tressinière, La Réclusière (montée Bon Accueil) ou le château Colas (place d'Arpôt, qui est aujourd'hui[Quand ?] détruit).

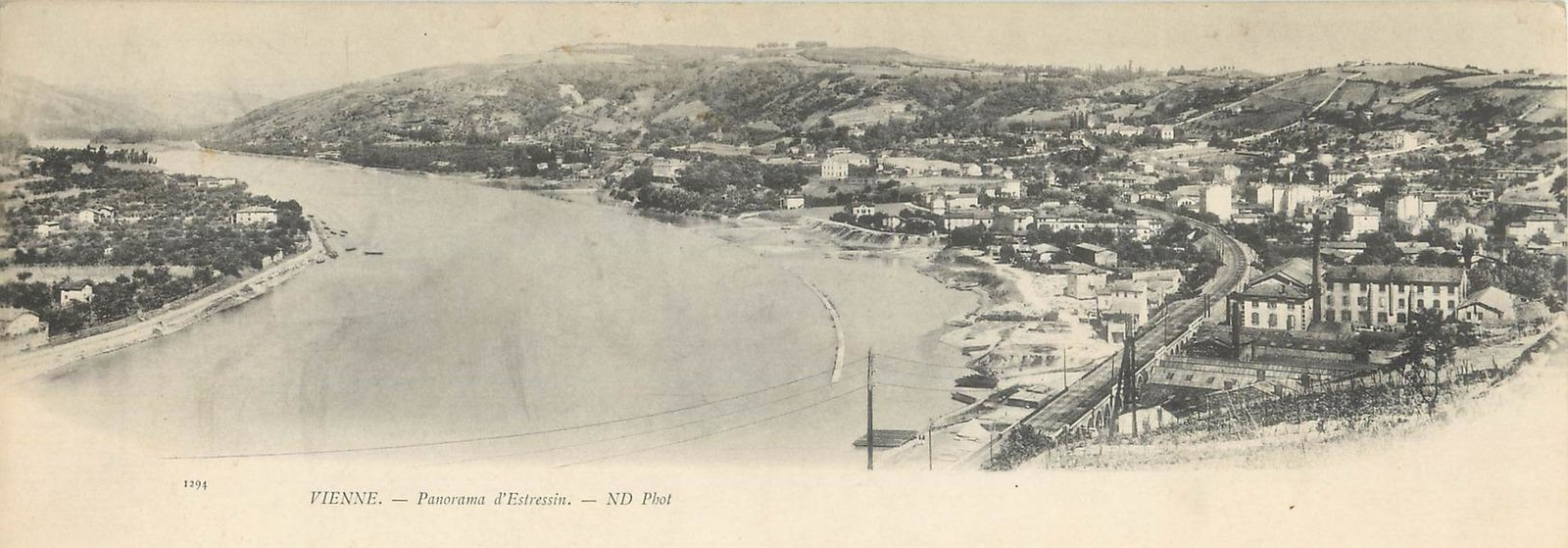
Panorama d'Estressin avant 1918.

Deux institutions s'installent à Estressin au XIXe siècle. Le pensionnat Notre-Dame en 1835 dans la « maison carrée », construite au début du siècle. En [1880, les religieuses de la Compagnie Notre-Dame construisent la chapelle et de nouveaux bâtiments. En 1905, les religieuses s'exilent aux Pays-Bas.

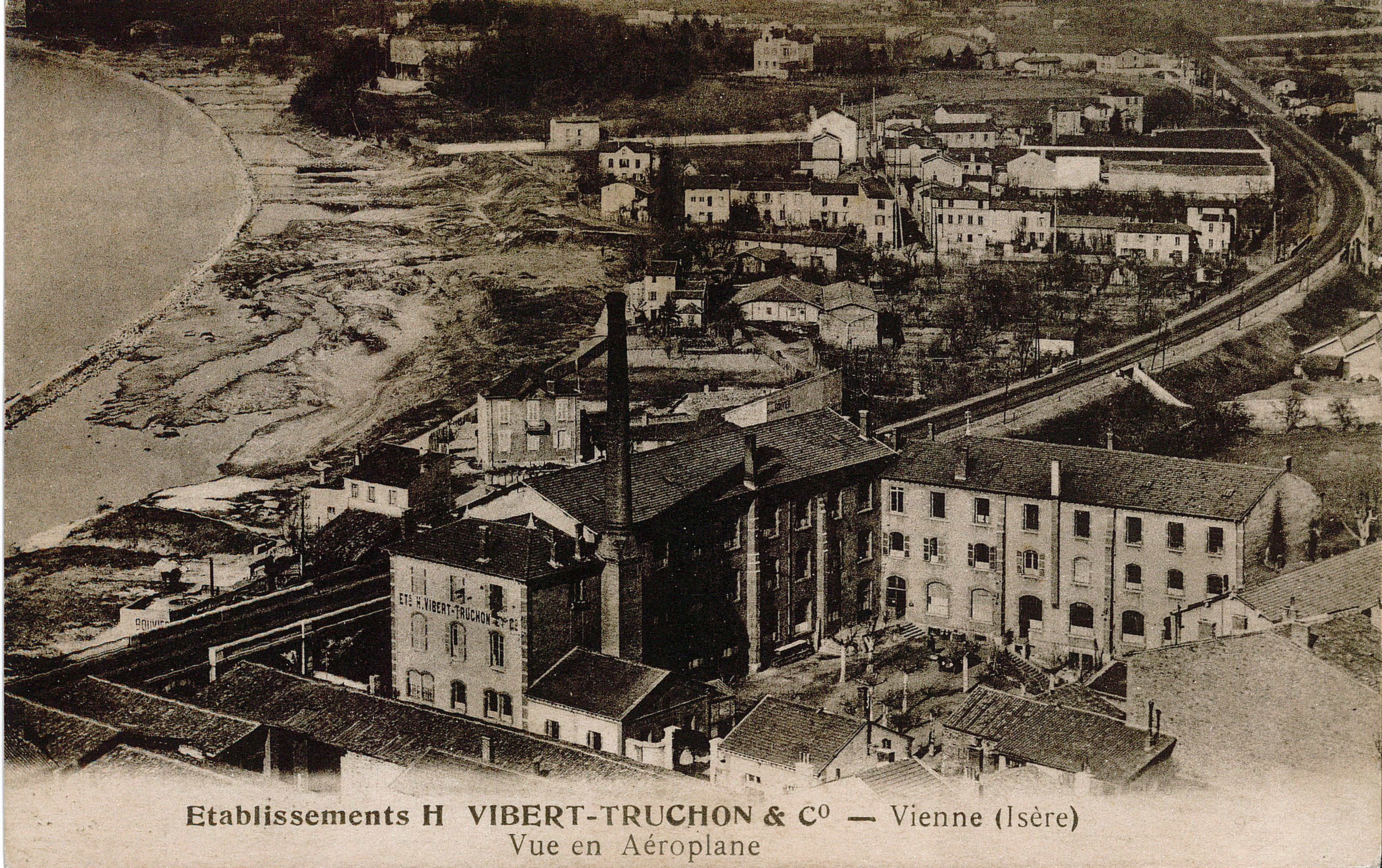
Les Usines Vibert-Truchon au début du XXe siècle avant que le bâtiment devienne le Kemp avec l'arrivée des réfugiés arméniens.

De 1914 à 1920, le pensionnat est transformé en hôpital sous le nom de Bon-Accueil. De 1939 à 1945, l'établissement, redevenu école, accueille de nombreux réfugiés. L'asile de vieillards des Petites Sœurs des Pauvres est utilisé comme hôpital des contagieux pendant la Première Guerre mondiale. Devenu séminaire au XXe siècle, il est rattaché par la municipalité de Vienne. Le bâtiment principal accueille des services publics (Petite enfance et Centre de restaurations et d'études archéologique municipal). La chapelle Saint-François-d'Assise est restée celle du quartier.
À la fin du XIXe siècle, une digue sur le Rhône, crée une lône artificielle, vite fréquentée par les lavandières, les pêcheurs et les jouteurs. En 1965, le trafic routier s'intensifie. L'autoroute A7 est construite sur l'emprise du Rhône. Elle est déviée ultérieurement sur la rive droite du Rhône en 1975. 
Entre-temps, en 1970, les 790 logements sociaux du nouveau quartier du Grand Estressin sont achevés. Ils sont répartis en des tours de six étages, immeubles linéaires plus élevés et une tour de seize étages. En 2015, il est classé quartier prioritaire, avec 2 025 habitants en 2018 pour un taux de pauvreté de 45 %.

## Transports

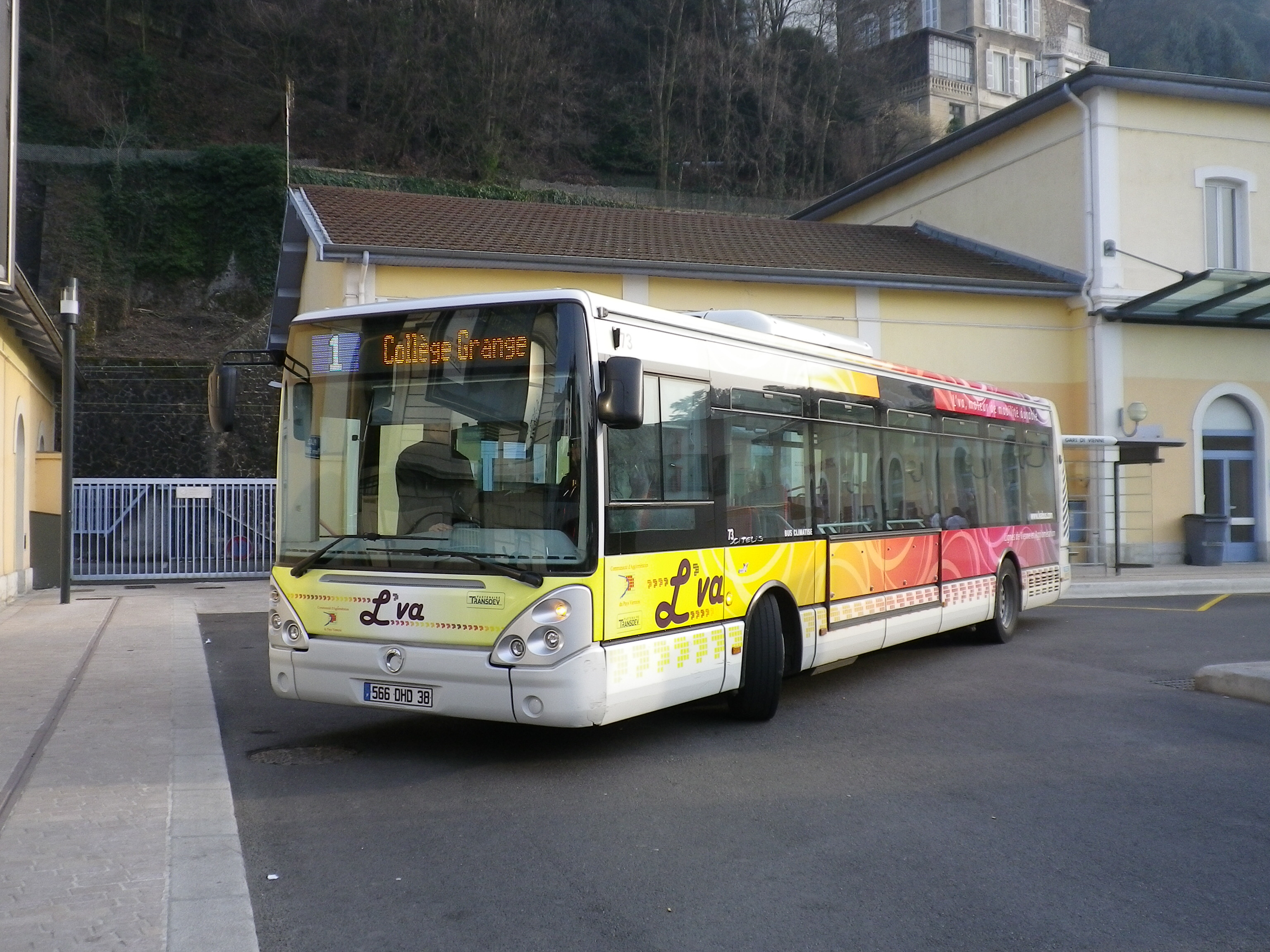
Un bus L'va en direction d'Estressin.

Le quartier d'Estressin est distant d'une dizaine de minutes du Centre-ville. Il est desservi par les lignes 1 (desserte de la gare et du côté Rhône) et 3 (desserte du côté situé sur la route de Seyssuel) du réseau L'va. Le quartier est également desservi par la gare d'Estressin qui est située sur la ligne de chemin de fer Vienne - Villefranche-sur-Saône (via Lyon).

## Patrimoine et bâtiments administratifs

### Arrêts de bus
- Gare d'Estressin
- Centre social d'Estressin
- Maison de quartier d'Estressin
- Poste d'Estressin

### Enseignement maternel et primaire

#### Écoles maternelles

##### Écoles maternelles publics
- École Quai Pasteur[8]
- École  Coteau Sainte Hélène[9]
- École Claude Bernard[10]

#### Écoles primaires

##### Écoles primaires publics
- École Jean Jaurès[11]
- École Pierre et Marie Curie[12]
- École Claude Bernard [10]

### Autres
Vienne est classée ville d'art et d'histoire.
De la Préhistoire au Moyen Âge
- Le site archéologique du Coteau Sainte-Hélène

Du XVIe-XXe siècle

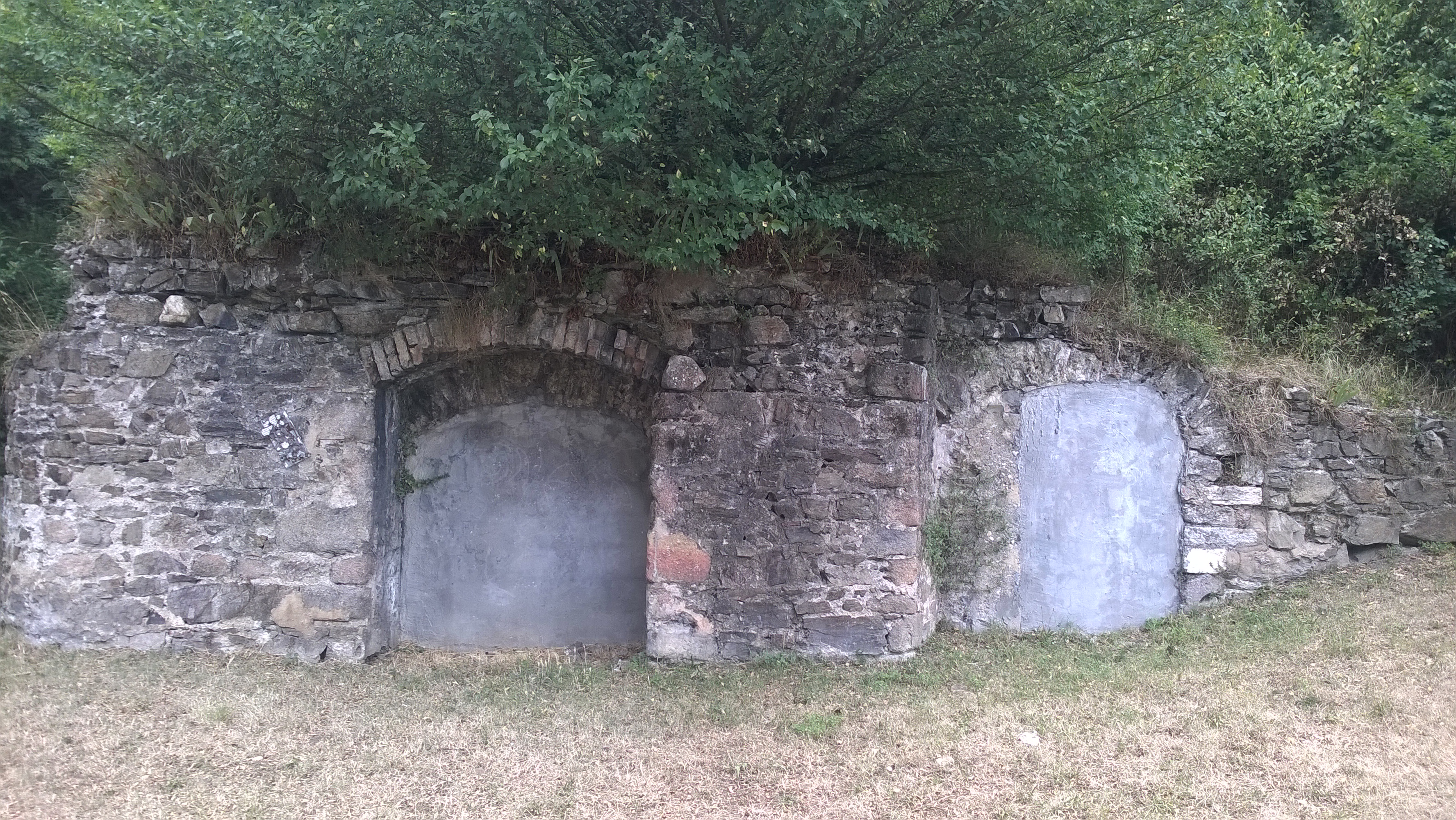
Le four à chaux d'Estressin.

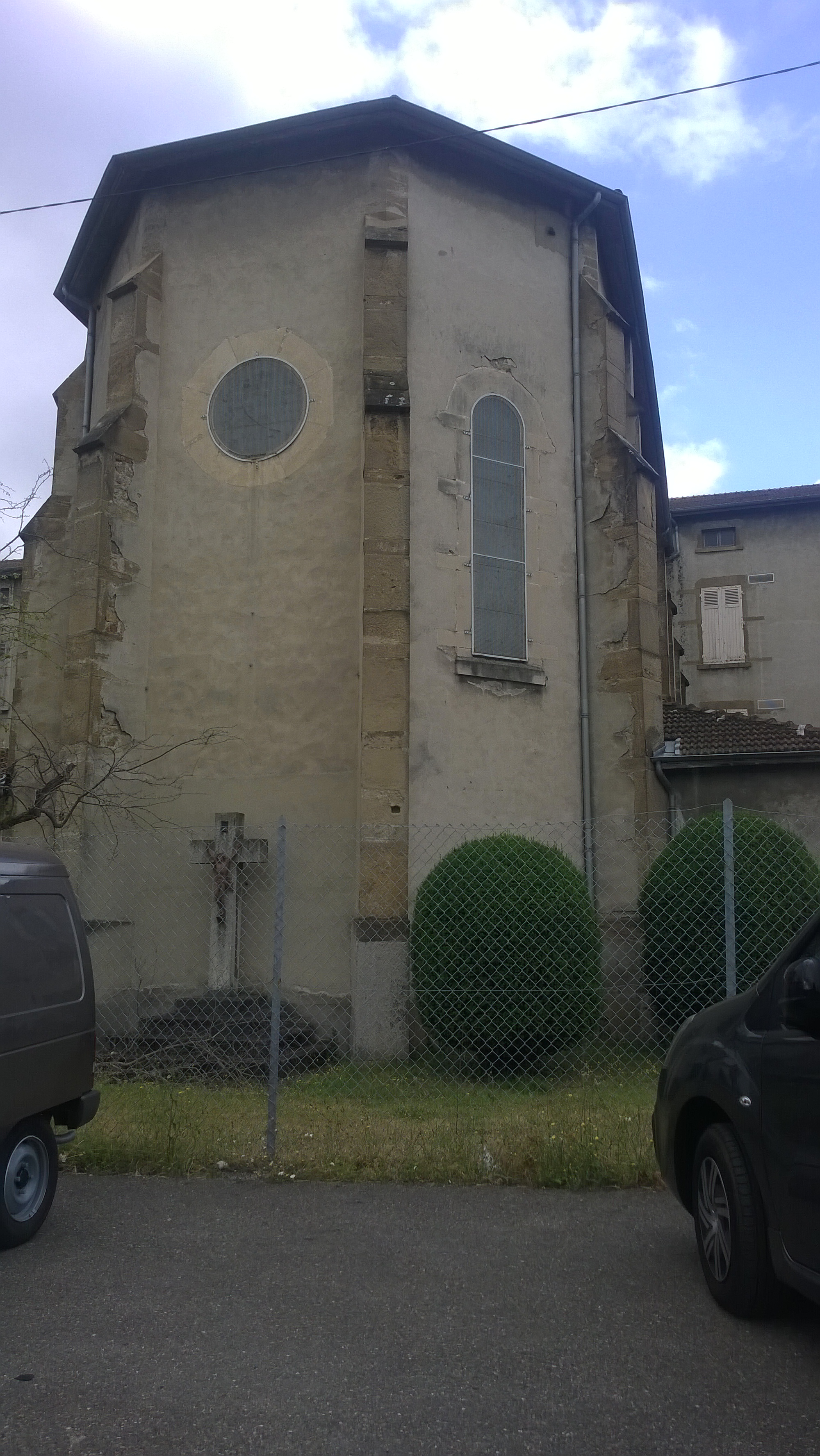
Abside de la Chapelle Saint-François d'Assise à Estressin.

- Les anciens Établissements réunis Pascal-Valluit
- L'institution Bon-Accueil
- L'ancien four à chaux
- L'ancien hôpital des Vieillards et la chapelle Saint-François d'Assise
- Stèle du génocide arménien de Vienne
- Le Kemp, ancienne usine de soie puis d'armement, lieu historique de la communauté arménienne à Vienne

## Vivre à Estressin

### Complexes sportifs
- Boulodrome de Vienne
- Full Contact Gym Boxe - club associatif pour la pratique des activités pugilistiques depuis 1981, 40 rue de la convention.

### La Maison de quartier
La Maison de Quartier a ouvert en janvier 1995 dans le but de faciliter et accompagner les habitants dans leurs démarches administratives. Elle se situe à côté du Centre Social.